# Chłopiec na zebrze

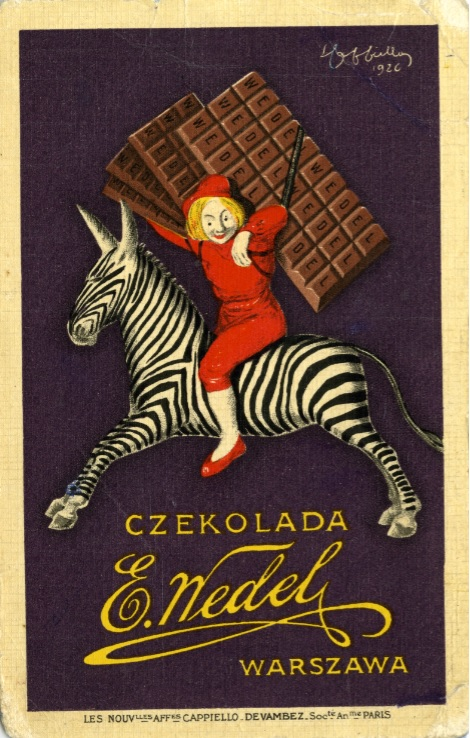
Chłopiec na zebrze, autor: Leonetto Cappiello

Chłopiec na zebrze – kreacja stworzona w 1926 roku na zlecenie Jana Wedla przez Leonetto Cappiello (1875–1942) nazywanego często „ojcem nowoczesnej reklamy”.

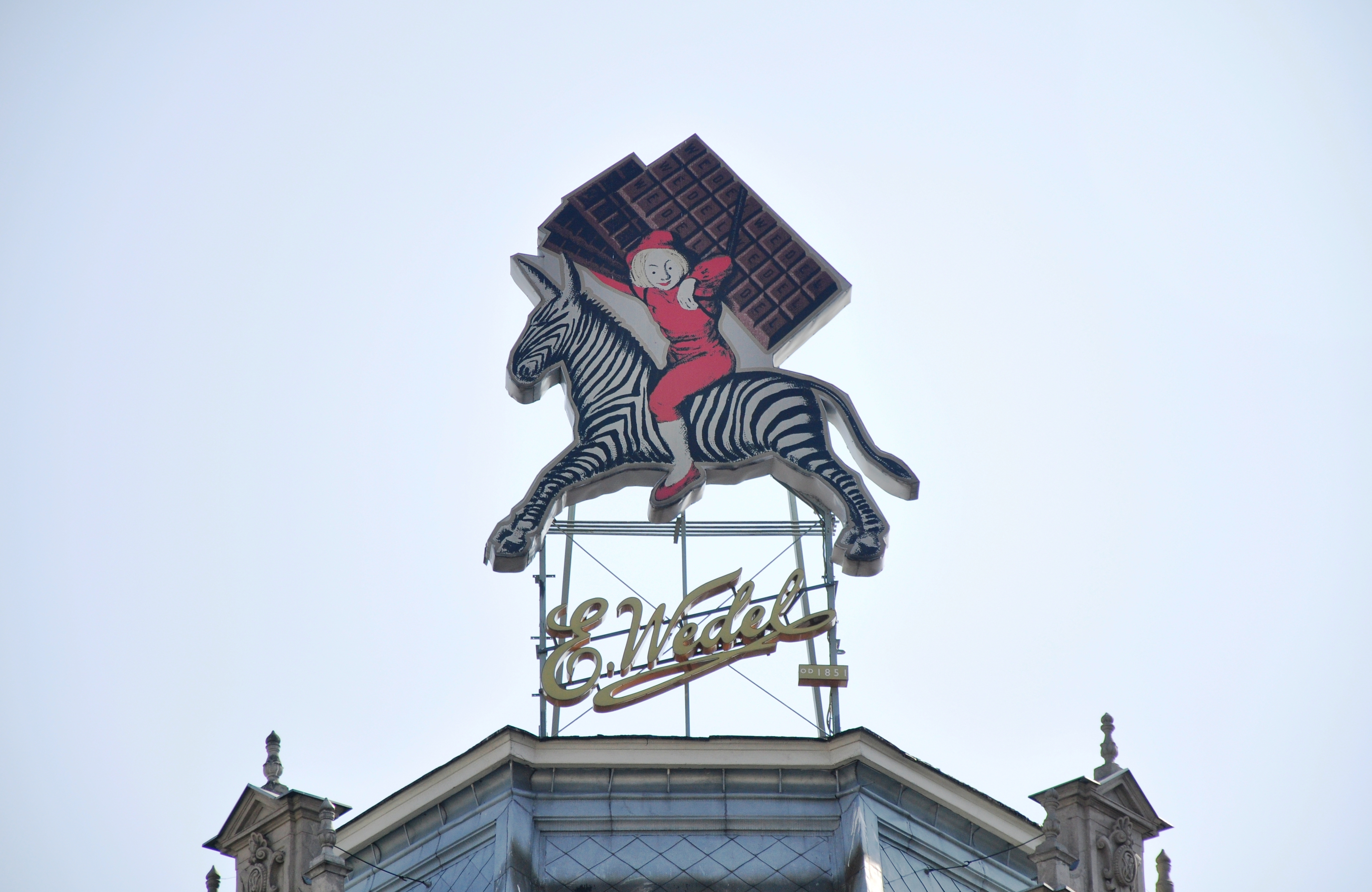
Kamienica Emila Wedla, Warszawa

## Geneza reklamy
Jan Wedel, spadkobierca rodzinnej firmy Wedlów zajmującej się produkcją słodyczy, zlecił przygotowanie symbolu przedsiębiorstwa. Do przedstawienia kreacji zaprosił popularnego wówczas Leonetto Capiello – włoskiego plakacistę, autora karykatur oraz reklam (m.in. dla Cinzano, Campari i wielu innych), zarazem malarza, pracującego w Paryżu. Współcześnie artysta ten jest nazywany często „ojcem nowoczesnej reklamy” ze względu na innowacyjne podejście do plakatów. Był pierwszym twórcą plakatowym, który wykorzystywał wyraziste postacie wyłaniające się z czarnego tła. Stworzył ikoniczne reklamy dla marek tj. Campari, Parapluie Revel, Pirelli czy Chocolat Klaus.
Cappiello uznał, że doskonałym symbolem dla wedlowskiej czekolady będzie chłopiec dosiadający egzotycznej zebry i dzierżący tabliczki czekolady na plecach.

## Wykorzystanie plakatu
Jan Wedel, znany ze swojego nowatorskiego podejścia do biznesu, zachwycił się kreacją. Od 1926 roku postać chłopca na zebrze była wykorzystywana na różnych polach, między innymi dla reklamy pierwszego sklepu firmy w Paryżu, w eleganckiej dzielnicy Madelaine. Przed II wojną światową ukazała się książeczka "Przygody Maciusia, czyli zwycięstwo czekolady Wedla" z kolorowankami.
W 1937 roku Wedel brał udział w Międzynarodowej Wystawie Sztuki i Techniki w Paryżu, gdzie symbolem rodzinnego przedsiębiorstwa była kreacja włoskiego plakacisty.

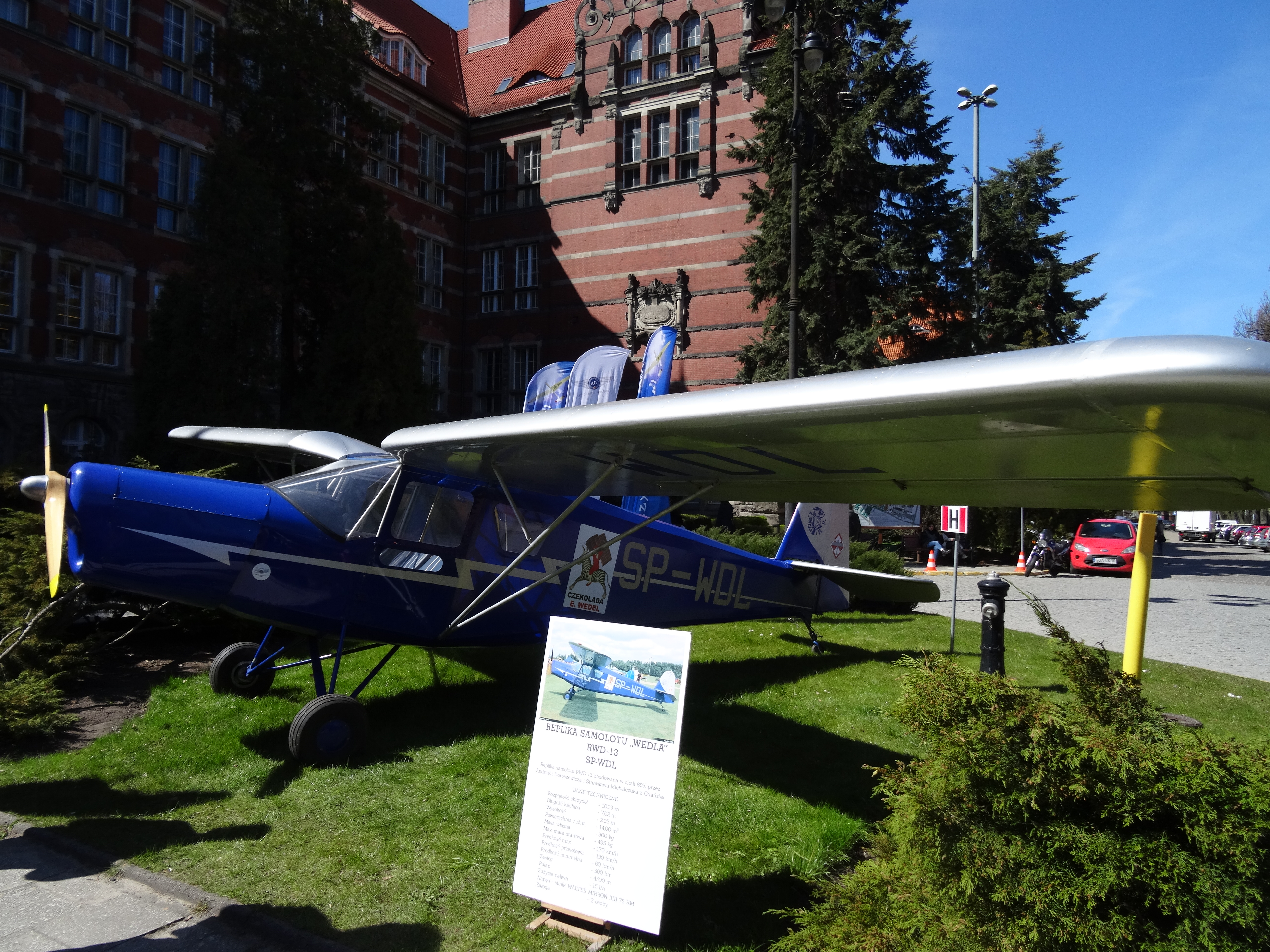
Replika samolotu RWD-13 SP-WDL używanego przed 1939 do transportu i reklamy wyrobów Wedel przed gmachem Politechniki Gdańskiej, 2015

Chłopiec na zebrze widniał także na samolocie RWD-13, którym były eksportowane słodycze za granicę kraju. W przeszłości Jan Wedel kazał rozrzucać z samolotu słodkości plażowiczom wypoczywającym nad Bałtykiem. 
Po dziś dzień symbol chłopca na zebrze widnieje, w formie neonu, na dachu kamienicy Emila Wedla przy ulicy Szpitalnej w Warszawie, mieszczącej najstarszą firmową Pijalnię Czekolady. Jest również główną ozdobą historycznego gabinetu Jana Wedla znajdującego się w fabryce na warszawskim Kamionku.